# Teresa Rodríguez
Pour les articles homonymes, voir María Teresa Rodríguez, Rodríguez, Rubio et Vázquez.
María Teresa Rodríguez-Rubio Vázquez, née le 18 septembre 1981 à Rota (province de Cadix) est une femme politique espagnole, membre et fondatrice d'Adelante Andalucía.

## Biographie
Professeur de langue et littérature dans l'enseignement secondaire, Teresa Rodríguez milite au sein de la Gauche unie, qu'elle quitte en 2008 pour rejoindre la Gauche anticapitaliste (IA).
Elle rejoint Podemos dès sa création en 2014. Candidate du nouveau parti pour les élections européennes, elle est élue au Parlement européen, où elle siège au sein de la Gauche unitaire européenne/Gauche verte nordique. Elle quitte son mandat de députée le 4 mars 2015 pour se concentrer sur les élections régionales du 22 mars en Andalousie, et pour lesquelles son parti l'a désignée comme tête de liste,. Podemos arrive en troisième position avec 14,84 % des voix, Teresa Rodríguez devient alors députée et chef de file de son parti au Parlement andalou.
En décembre 2022, elle annonce qu'elle quitte son siège de députée andalouse pour occuper un poste de professeur à Puerto Real, mais elle demeure à la tête de son parti afin de préparer les échéances électorales de 2023.
Elle est en couple avec José María González Santos, maire de Cadix de 2015 à 2023, avec lequel elle a deux enfants.

## Positionnement
Elle appartient au secteur anticapitaliste de Podemos, plaidant « pour rapprocher Podemos des mouvements sociaux ».